# 文化大使
文化大使（ぶんかたいし）とは、その国または地域の文化の広報、或いは他の国や地域との国際交流、文化交流のために任命されるマスコットキャラクターまたはその役職・称号のこと。政府または地方公共団体などから文化人や芸能人が委嘱されることもあるが、市民や青少年から任命されることも多い。

## 文化大使の例

### 国
- 日本外務省……アニメ文化大使[1]
- ギリシャ政府……ギリシャ文化大使
- インドネシア政府……大統領の友人
- 青年海外協力隊……青年海外協力大使
- 福岡県アジアユースカルチャーセンター……アジア若者文化大使

### 地方公共団体
- 岩手県……希望郷いわて文化大使[2]
- 神奈川県川崎市……川崎市民文化大使[3]
- 千葉県松戸市……松戸国際文化大使[4]
- 佐賀県伊万里市……伊万里文化大使

### 民間法人等
- 一般社団法人日本フードアナリスト協会……食文化大使(かまぼこ食文化大使、おもち文化大使、お茶づけ大使、スパイス＆ハーブ幸せ食大使、お醤油文化大使)[5]

## 事例
- ドラえもん(日本:アニメキャラクター) 日本国外務省アニメ文化大使(2008年3月19日)[6]
- 中島誠之助(日本:古美術商) 佐賀県伊万里市伊万里文化大使[7]
- 彌勒忠史(日本:カウンターテナー歌手) 在日本フェッラール・ルネサンス文化大使[8]

### URL
- 一般社団法人日本フードアナリスト協会ウェブサイト食文化大使
- 伊万里市ウェブサイト「市長雑感：市長雑感（第49号）　中島誠之助さん「伊万里文化大使第１号」就任」
- 岩手県ウェブサイト「希望郷いわて文化大使」
- 外務省ウェブサイトアニメ文化大使
- 外務省ウェブサイトアニメ文化大使就任式について
- 川崎市ウェブサイト「市民文化大使」
- 公益財団法人松戸市国際交流協会ウェブサイト「トップページ」